# Doble Bragado de 1997
La 62ª edición de la Doble Bragado se disputó desde el 29 de enero hasta el 2 de febrero de 1997, constó de 6 etapas de las cuales una fue contrarreloj individual con una distancia total acumulada de 687,2 kilómetros.
El ganador fue Juan Curuchet del equipo Supermercados Toledo quien ganó por primera vez la Doble Bragado, fue escoltado por su compañero de equipo Walter Pérez y el tercer puesto fue para Sebastián Quiroga del equipo Keops.

## Equipos participantes
Participaron 130 ciclistas, de los cuales finalizaron 78.

## Etapas
| Etapa | Fecha        | Recorrido                | km    | Ganador           | Líder         |
| 1ª    | 28 de enero  | Caseros - Mercedes       | 137   | Gregorio Bare     | Gregorio Bare |
| 2ª    | 29 de enero  | Mercedes - Chivilcoy     | 116   | Juan Curuchet     | Walter Pérez  |
| 3ª    | 30 de enero  | Chivilcoy - Bragado      | 135,5 | Raimundo Vairetti | Walter Pérez  |
| 4ª    | 31 de enero  | Bragado                  | 10    | Juan Curuchet     | Juan Curuchet |
| 5ª    | 31 de enero  | Circuito en Bragado      | 90    | Walter Pérez      | Juan Curuchet |
| 6ª    | 1 de febrero | Chivilcoy - Teatro Colón | 144   | Raimundo Vairetti | Juan Curuchet |

## Clasificación final
La clasificación final fue la siguiente:
| Posición | Ciclista          | Equipo | Tiempo      |
| -------- | ----------------- | ------ | ----------- |
|          | Juan Curuchet     | Toledo | 14 h 16'59" |
| 2        | Walter Pérez      | Toledo | + 5"        |
| 3        | Sebastián Quiroga | Keops  | + 39"       |
| 4        | Gustavo Artacho   | Keops  | + 44"       |
| 5        | Gustavo Toledo    | Toledo | + 49"       |